# Ángela Molina

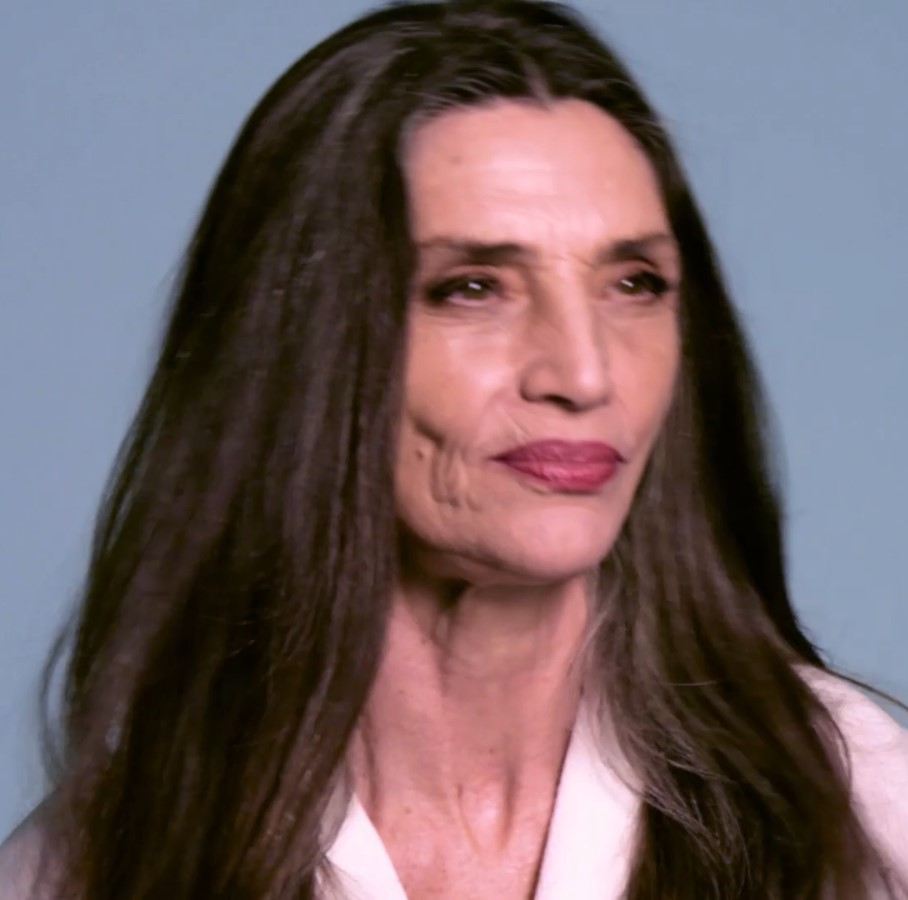
Ángela Molina (2017)

Ángela Molina (* 5. Oktober 1955 in Madrid) ist eine spanische Schauspielerin.

## Leben und Karriere
Ángela Molina ist die Tochter des spanischen Sängers und Schauspielers Antonio Molina. Sie studierte Tanz und Schauspiel in ihrer Heimatstadt Madrid. Internationale Bekanntheit erreichte sie durch den Film Dieses obskure Objekt der Begierde von Luis Buñuel in einer der Hauptrollen neben Fernando Rey und Carole Bouquet. Ángela Molina zählt zu Spaniens anerkanntesten Schauspielerinnen. Sie arbeitete mit vielen spanischen arrivierten Regisseuren zusammen und erhielt Rollen in internationalen Produktionen.
2018 wurde sie in die Academy of Motion Picture Arts and Sciences berufen, die jährlich die Oscars vergibt.

## Filmografie (Auswahl)
- 1977: Dieses obskure Objekt der Begierde (Cet obscur objet du désir)
- 1978: Stau (L’ingorgo – una storia impossibile)
- 1980: Kaltgestellt
- 1982: Die Augen, der Mund – Regie: Marco Bellocchio
- 1982: Dämonen im Garten – Regie: Manuel Gutiérrez Aragón
- 1983: Dies rigorose Leben
- 1983: Die schöne Otero (La bella Otero) – Regie: José María Sánchez
- 1986: Camorra (Un complicato intrigo di donne, vicoli e delitti)
- 1986: Streets of Gold
- 1989: Die Dinge der Liebe (Las cosas del querer) – Regie: Jaime Chávarri
- 1990: Sandino (Sandino)
- 1991: Der Mann, der seinen Schatten verlor – Regie: Alain Tanner
- 1991: Prinzessin Fantaghirò
- 1991: Le voleur d’enfants
- 1992: 1492 – Die Eroberung des Paradieses (1492: Conquest of Paradise)
- 1997: Live Flesh – Mit Haut und Haar (Carne Trémula)
- 1997: Sin Querer – Zeit der Flamingos
- 1998: Das letzte Kino der Welt (El viento se llevó lo qué) – Regie: Alejandro Agresti
- 2000: Das Meer (El mar) – Regie: Agustí Villaronga
- 2001: Annas Sommer – Regie: Jeanine Meerapfel
- 2004: Nero – Die dunkle Seite der Macht
- 2006: Die Unbekannte (La Sconosciuta)
- 2006: Der Karton (La caja) – Regie: JC Falcon
- 2007: Das Haus der Lerchen (La masseria delle allodole)
- 2008: Tagebuch einer Nymphomanin (Diario de una ninfómana)
- 2009: Zerrissene Umarmungen (Los abrazos rotos)
- 2009: L’Onore e il rispetto – Regie: Salvatore Samperi und Luigi Parisi
- 2009: Baarìa
- 2009: Barberousse (Barbarossa) – Regie: Renzo Martinelli
- 2010: Dein Weg (The Way)
- 2010: Neon Flesh (Carne de Neón) – Regie: Paco Cabezas
- 2011: Erinnerung an meine traurigen Huren (Memoria de mis putas tristes) – Regie: Henning Carlsen
- 2012: Blancanieves
- 2013: Anna Karénina (Miniserie, Folge 1–2)
- 2014: Den Menschen so fern (Loin des hommes) – Regie: David Oelhoffen
- 2014: Murieron por encima sus posibilidades – Regie: Isaki Lacuesta
- 2015: Internet Junkie – Regie: Alexander Katzowicz
- 2016: Tini: Violettas Zukunft (Tini: El gran cambio de Violetta)
- 2017: El otro hermano – Regie: Israel Adrián Caetano
- 2017: The Last Suit (El último traje) – Regie: Pablo Solarz
- 2018: Animas (Ánimas) – Regie: Laura Alvea, Jose Ortuño
- 2018: L’uomo che comprò la luna – Regie: Paolo Zucca
- 2018: All You Ever Wished For – Regie: Barry Morrow
- 2018: Der Baum des Blutes (El árbol de la sangre) – Regie: Julio Medem
- 2018: Me llamo Gennet – Regie: Miguel Ángel Tobías
- 2020: La Valla – Überleben an der Grenze (La Valla) (Fernsehserie)
- 2023: Icon of French Cinema
- 2024: The Return
- 2024: Polvo serán
- 2024–2025: Rückkehr nach Las Sabinas (Fernsehserie)

## Auszeichnungen (Auswahl)
Goya

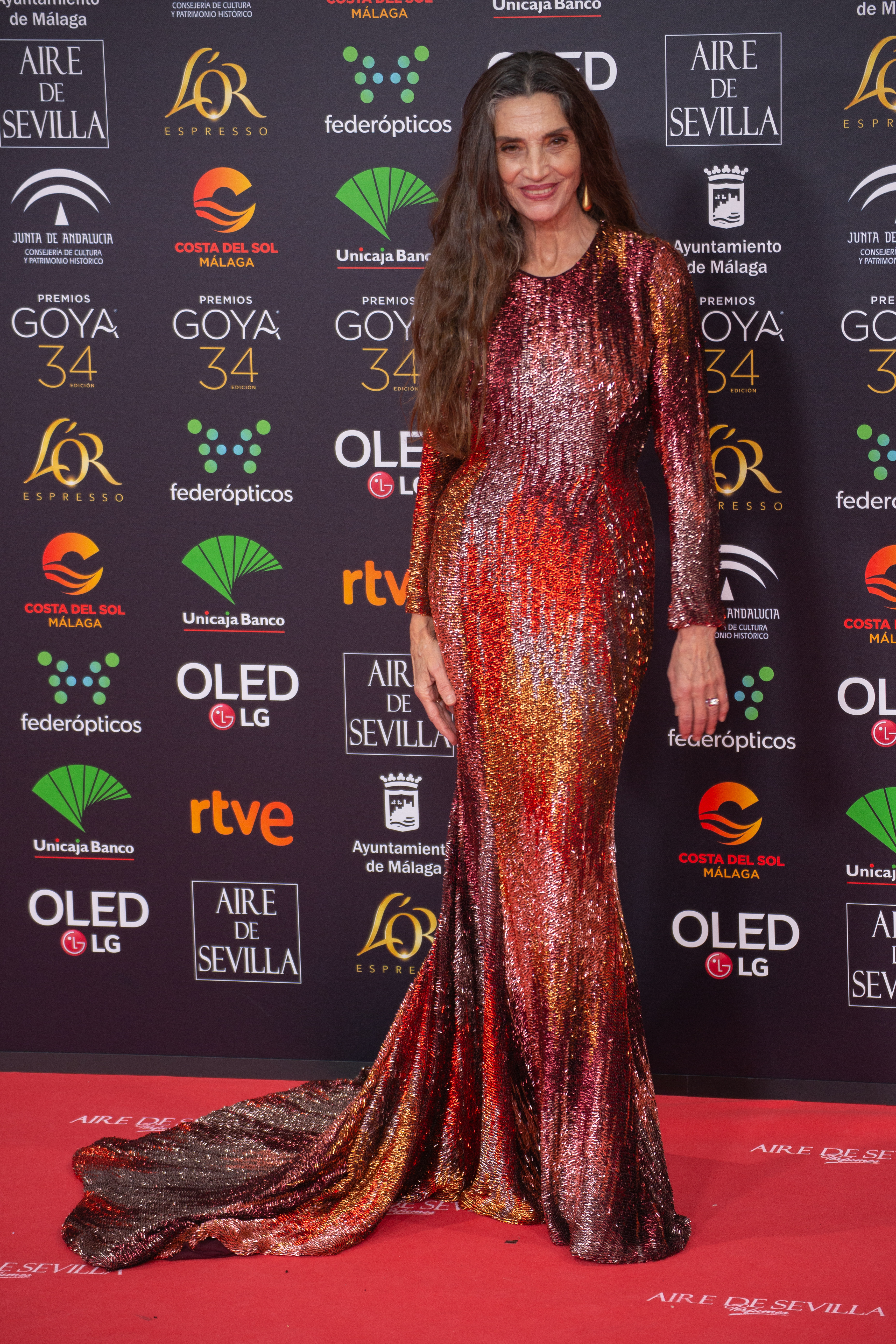
Molina bei der Verleihung des Goya 2020

- 1987: Nominierung in der Kategorie Beste Hauptdarstellerin für Die Hälfte des Himmels
- 1989: Nominierung in der Kategorie Beste Hauptdarstellerin für Luces y sombras
- 1990: Nominierung in der Kategorie Beste Hauptdarstellerin für Die Dinge der Liebe
- 1998: Nominierung in der Kategorie Beste Nebendarstellerin für Live Flesh – Mit Haut und Haar
- 2013: Nominierung in der Kategorie Beste Nebendarstellerin für Blancanieves
- 2021: Ehrenpreis für das Lebenswerk

Weitere
- 1986: David di Donatello in der Kategorie Beste Darstellerin für Camorra
- 1986: Nastro d’Argento in der Kategorie Beste ausländische Darstellerin für Camorra
- 1986: Beste Darstellerin beim Festival Internacional de Cine de San Sebastián für Die Hälfte des Himmels
- 2012: Ehrenpreis bei der Semana Internacional de Cine de Valladolid
- 2018: Fotogramas de Plata für das Lebenswerk
- 2020: Sant-Jordi-Preis für das Lebenswerk